# Quinta columna

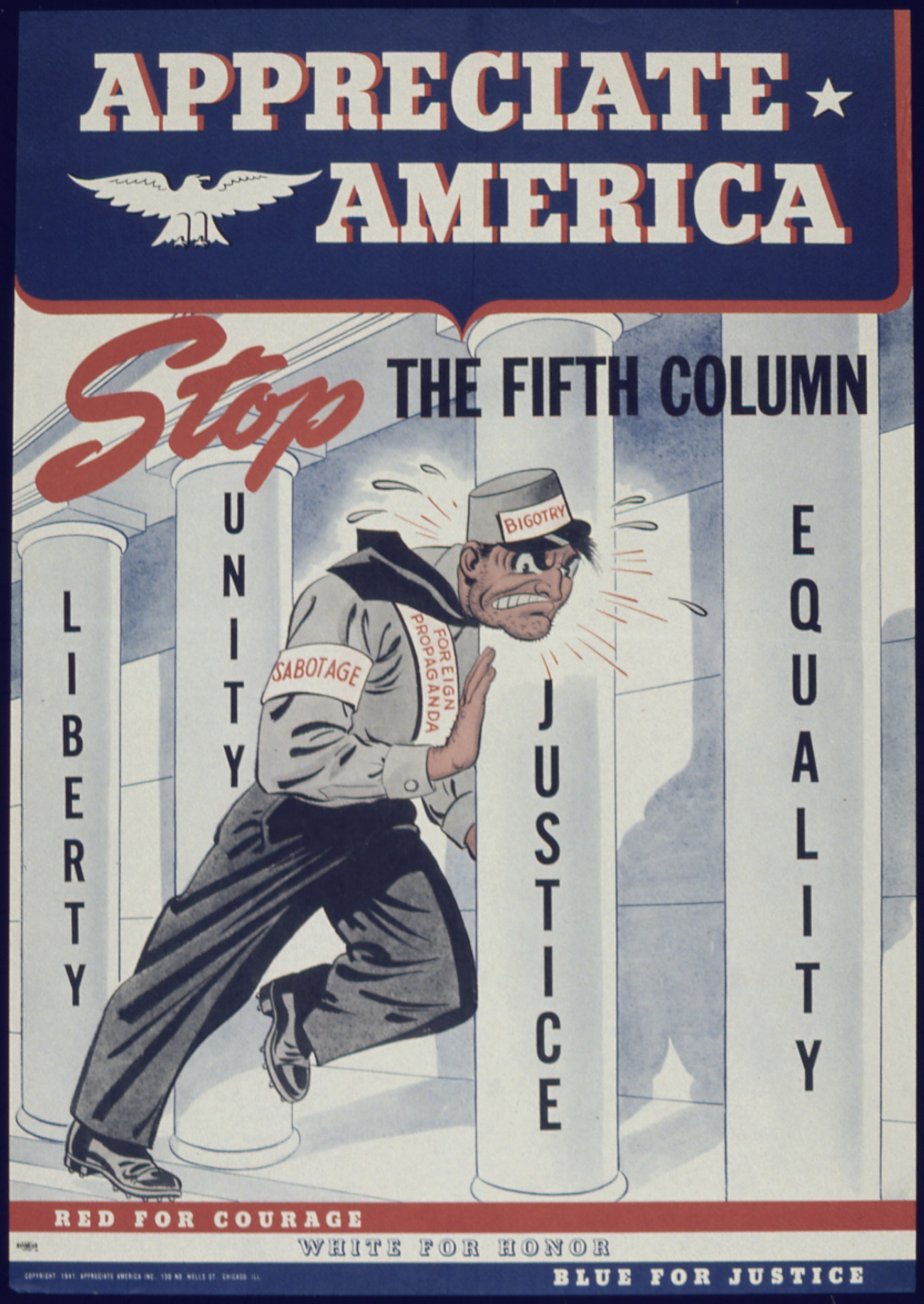
Cartel de propaganda estadounidense durante la Segunda Guerra Mundial (1939-1945) que caricaturiza a la quinta columna en su intento de sabotear el esfuerzo bélico y «pervertir» los valores del país. Hace un juego de palabras entre una columna arquitectónica (que simboliza los valores morales) y una columna de soldados.

«Quinta columna» es una expresión utilizada para designar, en una situación de confrontación bélica, a un sector de la población de un país que mantiene ciertas lealtades (reales o percibidas) hacia el bando enemigo, debido a motivos religiosos, económicos, ideológicos o étnicos. Tal característica hace que se vea a la quinta columna como un conjunto de personas potencialmente desleales a la comunidad en la que viven y susceptibles de colaborar de distintas formas con el enemigo.
Los miembros de la quinta columna reciben el apelativo de «quintacolumnistas».
La expresión se atribuye al general Emilio Mola, al referirse -en una locución radiofónica de 1936- al avance de las tropas sublevadas durante la guerra civil española hacia Madrid. El general mencionó que, mientras bajo su mando cuatro columnas se dirigían hacia la capital (una que avanzaba desde Toledo; otra, por la carretera de Extremadura; otra por la Sierra; y otra por Sigüenza), había una quinta formada por los simpatizantes del golpe de Estado que, dentro de la capital, trabajaban clandestinamente en pro de la victoria del bando golpista. Según otros autores, como Mijail Koltsov, corresponsal del diario moscovita Pravda y enviado personal de Stalin a España, fue el general José Enrique Varela quien pronunció la frase.
La expresión se popularizó durante la guerra como demuestra su presencia en diferentes crónicas de la misma.
Esa idea y expresión pasó seguidamente a todas las guerras posteriores, como en la Segunda Guerra Mundial, y se llamó así a los franceses que, residiendo dentro de Francia, esperaban en 1940 el triunfo de la Alemania nazi. Dicha locución se extendió en los Países Bajos y Noruega para sus ciudadanos que mostraban más simpatía y lealtad hacia el Tercer Reich que hacia sus dirigentes, apoyando la invasión de sus países de origen. Del mismo modo, simpatizantes del Eje consideraban a los partisanos que combatían clandestinamente al fascismo en sus propios países como una quinta columna.

## Historia

### Guerra civil española

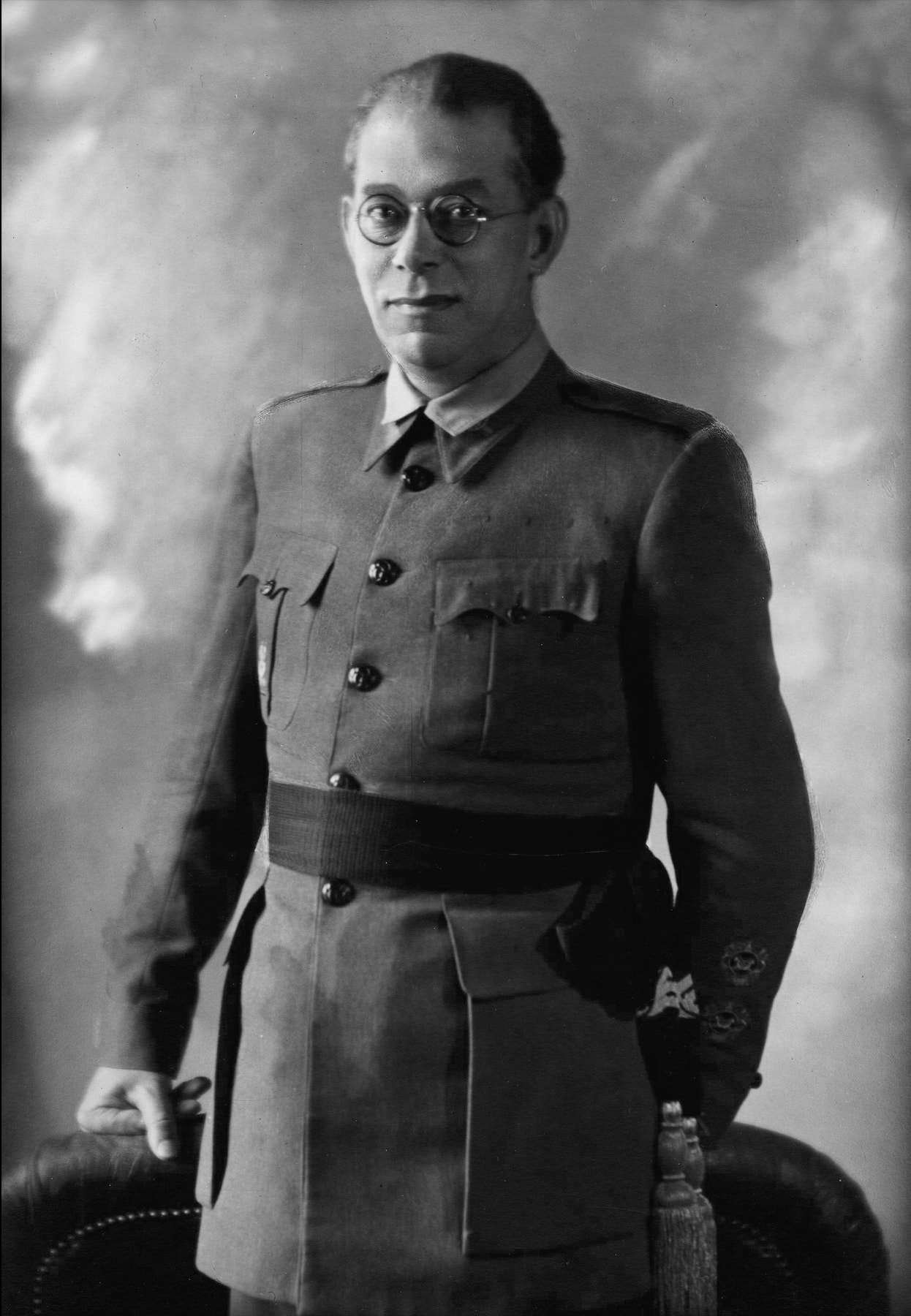
El general español Emilio Mola, a quien se le atribuye la expresión

Durante la guerra civil española se producen actividades de resistencia y boicot internos, tanto en la zona sublevada como en la republicana, puesto que el control militar de uno u otro bando no se correspondía necesariamente con las tendencias políticas de la mayoría de la población en cada lugar y, además, porque la propia dinámica bélica siempre favorece los excesos violentos y la delación.
Sin embargo, la quinta columna fue especialmente activa en el Madrid sitiado. La gran longitud del frente que rodeaba la ciudad, la elevada densidad de población en la urbe y su importancia simbólica y estratégica, la mayor ciudad de la zona republicana que estaba situada en el mismo frente de guerra, la convertirían en escenario de constante flujo de información de la zona frentepopulista a la insurgente. Después de la derrota de los sublevados en la capital, en la primera semana se asiste en ella a las acciones de los «pacos», francotiradores que desde edificios o coches en marcha disparaban a los milicianos. Posteriormente los Círculos azules se centrarán en desmoralizar a las milicias republicanas por diversos medios (reparto de pasquines de propaganda, fomentando rumores derrotistas, sabotaje armamentístico, retransmisiones radiofónicas, etc.).
La propaganda del Gobierno republicano incidirá notablemente en la necesidad de estar alerta frente al enemigo interior y, en la primavera de 1937, se desarticularán dos grupos de resistentes en Madrid, de los cuales doce personas serán condenadas a muerte el mismo año.
Precisamente para contrarrestar todas las actividades antirrepublicanas, en agosto de ese mismo año se crea el SIM (Servicio de Información Militar) y el DEDIDE (Departamento Especial de Informaciones del Estado), que contaba con sus propios agentes y prisiones. Sin embargo, estos organismos no rastrearán la zona republicana sólo en busca de los llamados facciosos, sino que también reprimirán a integrantes de formaciones disidentes como el POUM (Partido Obrero de Unificación Marxista), que rivalizaban en esa época con el Partido Comunista de España.
El papel de la quinta columna madrileña fue importantísimo en los últimos momentos de la guerra, en marzo de 1939, en la iniciativa del coronel Segismundo Casado contra el gobierno de Juan Negrín. En esas fechas, la resistencia realizó importantes tareas de información a favor del bando sublevado y actuó también como enlace entre el cuartel general de Franco y la Junta casadista con vistas a acordar la rendición de los frentepopulistas en la zona centro.

...Durante la guerra surgió en Madrid un gran número de organizaciones emboscadas de la Quinta columna. Sus actividades no se llevaban a cabo de forma aislada, sino que eran acciones organizadas, sistematizadas, siguiendo las directrices del mando franquista; fue la Falange clandestina la que organizó y encabezó en Madrid Manuel Valdés Larrañaga, falangista y amigo personal de José Antonio Primo de Rivera, fundador de la Falange. El número de las organizaciones clandestinas alcanzó la veintena, aunque no todas con el mismo peso ni con la misma importancia. Entre las más importantes de la Falange clandestina destacó la llamada Hermandad Auxilio Azul María Paz, formada por mujeres falangistas, pero también merecen ser citados el Grupo de Antonio Bouthelier, Las Hojas del Calendario y la Organización Antonio. Esta última, sobre todo, por la actividad de sus agentes durante el último año de guerra...
CERVERA GIL, Javier. «La Quinta columna (1936–1939)», en la Enciclopedia de Madrid. Siglo XX

En otras ciudades, como Barcelona, Valencia, Santander o Alicante, el papel hecho por la quinta columna fue también de gran importancia y ayuda para la estrategia rebelde. En Santander además de tomar la ciudad previamente a la llegada de las tropas sublevadas, la 'quinta columna' disparó contra los barcos pesqueros que pretendían llegar por la vía cantábrica a la costa francesa con aquellos que huían de la ofensiva sublevada.

### Otras guerras
Durante la Segunda Guerra Mundial, tras el ataque a Pearl Harbor, el internamiento de ciudadanos de origen japonés de la Costa Oeste de los Estados Unidos se justificó con el argumento de que estos ciudadanos, por ser de origen nipón, podrían actuar como una quinta columna. En Reino Unido, se repitió esta operación con numerosos residentes alemanes, detenidos en la isla de Man hasta el fin del conflicto. Poco después del ataque nazi a la Unión Soviética en 1941, el gobierno de Stalin arrestó y deportó al Asia Central a la totalidad de soviéticos de origen alemán residentes en la República Autónoma de los Alemanes del Volga, temiendo que pudiesen formar una quinta columna en apoyo del ejército invasor.
En ese mismo conflicto, organizaciones de la minoría alemana en Polonia y Checoslovaquia formaron las Selbstschutz (autodefensa), que colaboraron activamente con el Tercer Reich.
Los residentes católicos irlandeses en el Reino Unido también han sido considerados quintacolumnistas por los unionistas debido a los disturbios ocurridos durante el siglo XX (véanse los Cuatro de Guildford y los Seis de Birmingham).